# Színek (heraldika)

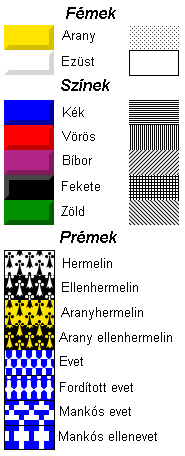
Heraldikai borítások

A címertanban a színek (más néven különböztetés [színezés] vagy színmáz) a borítás típusai a fémek és a prémek mellett. A prémek a magyar heraldikában jóformán nem fordulnak elő. A fémek és színek összefoglaló elnevezésére külön szót használunk: ezek a mázak, amiket a régebbi heraldikai irodalomban tinktúráknak is nevezték.
A korai heraldika négy színe:
- vörös,
- kék,
- zöld,
- fekete.

Ötödik alapszínnek többnyire a bíbort tekintik, ám egyesek szerint ennek feltűnése már a hanyatlás jele.
Az alapszíneket később további, úgynevezett nem heraldikus színekkel egészítették ki – ezt az időszakot már egyértelműen a heraldika hanyatlásának tekintik.

## A heraldikai mázak jelölése
A fekete-fehér ábrákon és egyes színezetlen felületeken (pénzérméken, pecséteken, rézmetszeteken, nyomtatványokon stb.) az egyes heraldikai színek jelölésére vonalkázási rendszerek használatosak, melyet a mellékelt ábra mutat.

### Ezüst vagy fehér
Az eredeti címeres leveleken az ezüst jelölésére valódi ezüstöt használtak. Idővel az ezüstözött részek az oxidáció miatt megfeketedtek és gyakran vezettek félreértéshez. Ebből kifolyólag például ma is gyakran rekonstruálnak helytelen módon olyan vörössel és ezüsttel vágott (vörös-fehér sávos) magyar történelmi zászlót, melynek ábrázolását olyan kódexből vették, amely ilyen megfeketedett ábrán látható. Az ezüstöt a közönséges ábrázolásnál a fehérrel is lehet helyettesíteni.
Nagyon ritkán (a külföldi heraldikában) a fehér előfordulhat az ezüsttől eltérő heraldikai színként is, mint például a portugál heraldikában, Santiago do Cacém városának és a portugál légierő logisztikai és adminisztrációs parancsnokságának címerében.

### Arany és sárga
A korai címeres leveleken az arannyal színezett címerrészeket valódi aranylapokból készítették el. Idővel ezek is megkophattak és szintén félreértést eredményezhettek, például bronznak vagy barnának értelmezték azokat. Valószínűleg így jöttek létre a későbbi antiheraldikus színek, mint például a barna. Az egyszerű ábrázolásokon az aranyat sárgával helyettesítették. Néha az arany és a sárga külön máznak számított, mint például Kassa 1502-es címerében, a sisakdíszként szolgáló felül sárga, alul kék szárnyon, melynek középére egy aranyliliomot helyeztek.

### Színek
A korai heraldikában, avagy az ún. élő heraldika korában csak négy fő színt használtak. Ezek: a vörös, a kék, a zöld és a fekete. Valamivel későbbi, de nagyon korai a bíbor használatba vétele, melyet azonban általában csak a kiegészítő címerrészek színezésére alkalmaztak (például a sisak bélésére, egyházi süvegeknél, címersátrak bélésénél stb.).

### Későbbi színek
Idővel az eredeti hét mázon kívül további színek is megjelentek a címertanban. Mivel az élő heraldika korában (a csatában) ezek nem voltak használatosak, nemheraldikus színeknek nevezzük őket. Ezeknek is létrejött a vonalkázási rendszere, melyet a szakirodalom Marcus Vulson de la Colombière-nek tulajdonít. További antiheraldikus színeket vezetett be a címertanba Eucharius Gottlieb Rink és Christian Samuel Theodor Bernd.
Ide tartozik a narancsszín, a sötétvörös, a barna, a szürke, a természetes szín és néhány további antiheraldikus szín.
- természetes szín az európai emberi bőr színe, leggyakrabban a francia heraldika használja
- égszínkék
- sötétszürke
- hamuszürke a dél-walesi Gwilt címerében
- „kőszín” a szürke megfelelője
- „barnás” rendkívül szokatlan színmegnevezés, a címerképek egyes részeinél alkalmazzák, melyet természetes színezetűként is le lehet írni, mint például Simón Bolívar címerének barna oroszlánját. A német heraldikában ezt a színt barnaként írják le.

A német címertanban használatos a szürke, az acélkék és a „vízszín” is. A „földszín” a német címertanban csak ritkán fordul elő. Az angol heraldikában a földszín megtalálható a Royal Miners' Company címerében és Kolumbiában Santiago de Cali címerében.
A Szovjetunióban a Zsidó Autonóm Terület címerének mezője „akvamarin” volt, melyet inkább a sötétzöld egy fajtájaként írnak le, mintsem valódi akvamarinként (kékeszöldként).
A Kolumbiai Köztársaság címerének pólyáját platinaszínűként írják le. 1997-ben kanadában megjelent a rózsaszín és a fémek között a réz, az utóbbi Kim Campbell miniszterelnök címerében. A dél-afrikai heraldikában a University of Transkei címerében az okker szerepel és a nemzeti zászlóban az okkervörös látható. 
Az Egyesült Államok hadseregének heraldikájában megtalálható a barnássárga szín és az égszínkék egy fajtája, a hadsereg és a légierő címerében pedig megjelent az acélszürke. A bronz szín látható a Special Troops Battalion, 2nd Brigade, 1st Cavalry Division címerében, de ezt inkább színként, semmint újfajta fémként használják.
Ezen antiheraldikus színek többsége megtalálható volt már a holt vagy hanyatló heraldika idején adományozott címereslevelekben is. Például horti és rigyiczai Kovách család 1613-ban adományozott címerének égszínkék volt a mezője és a nánási Fejes család is „égszínű” pajzsot kapott 1654-ben III. Ferdinánd királytól és Rimaszombat egyik címerváltozatában a fekete sas szintén égszínkékkel és ezüsstel vágott pajzsra van ráhelyezve. Továbbá az élő heraldika korában Peter Suchenwirt (1335 k.-1395), osztrák címerköltő szintén égszínűnek nevezte Nagy Lajos király (1342-1382) címerének egyik mezőjét.
A bíborvörös vagy „vérvörös” színt 1701-ben egy cseh lovag kapta címeradománya részeként.

## Prémek
A prémek közé tartozik az evet, a mál, a hermelin és ezek változatai. A magyar heraldikában csak nagyon ritkán találhatók meg. Főleg Franciaországban és a brit heraldikában gyakoriak. A nyugat-európai címertanban nemcsak a mező, hanem bármilyen mesteralak vagy címerkép borításaként is szerepelhetnek a prémek, melyeket gyakran egymással is kombinálnak.
Néha előfordul prémként a coboly is. Ennek színe és vonalkázása megegyezik a fekete színnel. A Zobelfell kifejezést már a minnesängerek is használták a fekete szín megnevezésére és a von Zollern grófok is cobolyprémet használtak a pajzsukon.
További ritka prém a nyest, melynek színe és vonalkázása megegyezik a vörös színnel.
A mál a német heraldikában fordul elő gyakrabban.
A tollpikkely ritkán előforduló, tollszerű pikkelyes minta, amit furcsasága ellenére a prémek közé sorolnak. Alapvetően mintás mezőként használják.

## A színtörvény
A heraldika első szabálya, hogy fémre fémet és színre színt nem lehet helyezni. Ez a szabály a heraldika kezdetén jött létre, amikor a kontraszt és a jó megkülönböztethetőség kedvéért csak egy színből és egy fémből álló címerek léteztek. A világos fémek és a sötétebb színek kontrasztját megfelelőnek tartották arra, hogy a csatában jól elkülönítse a lovagot a tömegtől. A szabály létrejöttének másik okaként azt hozzák fel, hogy nehezen tudtak festékkel (színnel) festékre festeni, vagy fémet fémre helyezni.
Ez a szabály nem vonatkozik a prémekre. Tehát prém helyezhető fémre, színre és prémre is. A színtörvényt olyan szigorúan vették, hogy az ez ellen vétő címereket antiheraldikus címereknek nevezték. Ez alól csak néhány kivétel volt, mint például a Jeruzsálemi Királyság címere, melynek ezüst mezőjében arany jeruzsálemi kereszt látható. Ezt annak hangsúlyozására vették használatba, hogy kifejezzék az arab technikák elsajátítását a levantei területeken. A színre helyezett szín példája Albánia címere, melynek vörös mezőjében fekete kétfejű sas látható. A fekete sas borítását azonban itt néha prémként értelmezik (ami azonban aligha felelhet meg a valóságnak, miközben akár a mező vörös színét is tekinthetnék prémnek) és így a címer nem vét a színtörvény ellen.
A második színtörvény az, hogy ugyanazon címerpajzson belül csak egyféle, keveretlen színeket szabad használni. Tehát nem használhatunk például égszínkék és középkék árnyalatot ugyanazon a pajzson belül. A szigorúbb megfogalmazások csak egyféle árnyalatú kék vörös stb. színt ismernek a heraldikában. A szocializmus alatti elképesztő címerek egyik kirívó példája volt Zalaegerszegnek az 1980-as években használatba vett címere, melyben a Zala folyót és a zalai dombokat a kék szín öt, egyre sötétebb változatával ábrázolták a címerpajzson és Siófok is világoskék zászlót helyezett kék pajzsfőjébe.
A megengedőbb meghatározás szerint az összetett címerek egyes mezőiben előfordulhatnak a különféle árnyalatok (de egy mezőn belül az adott színnek így is csak egyféle árnyalata szerepelhet), hiszen az összetett címerek eredetileg a különálló címerek egyesítése útján jöttek létre egy pajzson belül.
Christian Maximilian Spener a színtörvényt axiomatikus szabálynak nevezte: „Causan ex hypothesi sua quod arma ex vestimentis veteris militae ortum habeant ita deducit Aegid[ius] Gelen[ius] de manit[udine] Colon[iae] Agripp[iae] L. 2. pag. 116. Hinc elicitur ratio axiomatis scutarii: non esse metallo in matallo, nec colorem in colore pingendum”.
A színtörvény hatással volt a honlapok színére is, amikor tekintetbe veszik, hogy egy adott színű honlapon milyen színű betűk mutatnak jól. Ezt a szabályt követi szinte az összes nemzetközi cég logója is.